# Stefan Sofijanski
Stefan Antonow Sofijanski (bulgarisch Стефан Антонов Софиянски; * 7. November 1951 in Sofia) ist ein bulgarischer Politiker (SDS, SSD). Er war von 1995 bis 2005 Bürgermeister von Sofia sowie von Februar bis Mai 1997 Ministerpräsident Bulgariens.

## Studium und berufliche Laufbahn
Sofijanski absolvierte ein Studium der Statistik am Karl-Marx-Institut für Wirtschaftswissenschaft in Sofia, das er mit der Graduierung abschloss.
Im Anschluss daran war er während der Herrschaft der Bulgarischen Kommunistischen Partei von 1973 bis 1975 als Mitarbeiter im Ministerium für Kommunikation und Information tätig. Danach war er von 1975 bis 1991 Forschungsassistent am Nationalen Zentrum für die Gründung und Entwicklung eines Vereinigten Systems für Öffentlichkeitsarbeit.

## Politische Laufbahn

### Minister und Bürgermeister von Sofia
Sofijanski begann seine politische Laufbahn 1990 nach dem Zusammenbruch der kommunistischen Regierung von Todor Schiwkow als Mitglied der 1990 neu gegründeten antikommunistischen Union der demokratischen Kräfte (Sajus na Demokratitschnite Sili), in der er bald zu einem der führenden Politiker aufstieg.
Von November 1991 bis Dezember 1992 gehörte er der Regierung von Filip Dimitrow als Vorsitzender des Komitees für Post und Telekommunikation im Ministerrang an.
Am 19. November 1995 wurde er erstmals zum Bürgermeister von Sofia gewählt. Als solcher wurde er 1999 und 2003 wiedergewählt. Am 29. Juni 2005 trat er dann von diesem Amt zurück. Bojko Borissow wurde zu seinem Nachfolger gewählt.

### Ministerpräsident und Abgeordneter
Infolge der bulgarischen Wirtschafts- und Währungskrise, der Wahl des SDS-Kandidaten Petar Stojanow zum Staatspräsidenten im November 1996, Massenprotesten gegen die BSP-geführte Regierung, einem Generalstreik und einem Sturm auf das Parlamentsgebäude am 10. Januar 1997 sah sich der bisherige Ministerpräsident Schan Widenow zum Rücktritt gezwungen. Für die Zeit bis zur vorgezogenen Neuwahl im April 1997 ernannte der damalige Staatspräsident Petar Stojanow am 12. Februar 1997 Sofijanski, den damaligen Bürgermeister von Sofia, zum Ministerpräsidenten einer Übergangsregierung. Seinem Kabinett gehörten sechs Minister der SDS (u. a. Aleksandar Boschkow als Wirtschaftsminister) und zehn Parteilose an. Nach dem Sieg des SDS-geführten Bündnisses bei den Wahlen zur Nationalversammlung übernahm am 21. Mai 1997 Sofijanskis Parteikollege Iwan Kostow das Amt des Ministerpräsidenten.
Nach der Niederlage der SDS bei den Wahlen zur Nationalversammlung vom 17. Juni 2001 trat Sofijanski aus der SDS aus und gründete kurze Zeit später die Union der freien Demokraten (Sajus na swobodnite demokrati, SSD). Zur Parlamentswahl 2005 schloss sich die SSD mit der agrarisch-konservativen Bulgarischen Bauernvolksunion und der nationalistischen Bulgarischen Nationalen Bewegung zum Wahlbündnis Bulgarische Volksunion (Balgarski Naroden Sajus) zusammen. Als Kandidat dieses Bündnisses wurde Sofijanski am 25. Juni 2005 zum Abgeordneten der Nationalversammlung gewählt. Vom 1. Januar 2007 bis zum 5. Juni 2007 war er nach dem Beitritt Bulgariens zur Europäischen Union einer der Interimsabgeordneten Bulgariens im Europäischen Parlament. Nach der Parlamentswahl 2009 schied er aus der bulgarischen Nationalversammlung aus.